# Sant Salvador de Perpinyà
Sant Salvador de Perpinyà era la capella del convent de canongesses augustinianes de la ciutat de Perpinyà, a la comarca del Rosselló, de la Catalunya del Nord.
El convent i l'església estan situats en el carrer de Sant Salvador, actualment d'Émile Zola, just al costat nord-est de la Mediateca de Perpinyà i al meridional de l'antiga universitat. Entre els anys 2016 i 2017 s'han fet importants obres d'enderroc i remodelació per tal de situar en aquest edifici una part de la Universitat de Perpinyà - Via Domitia, que es repartirà entre l'edifici de l'antiga universitat, el convent de Sant Salvador i un edifici de nova planta que es construeix com a continuació de la Mediateca de Perpinyà entre els carrers d'Émile Zola i de la Universitat. Aquest conjunt d'edificis serviran per a allotjar els estudis universitaris de dret i de serveis turístics.

## L'edifici

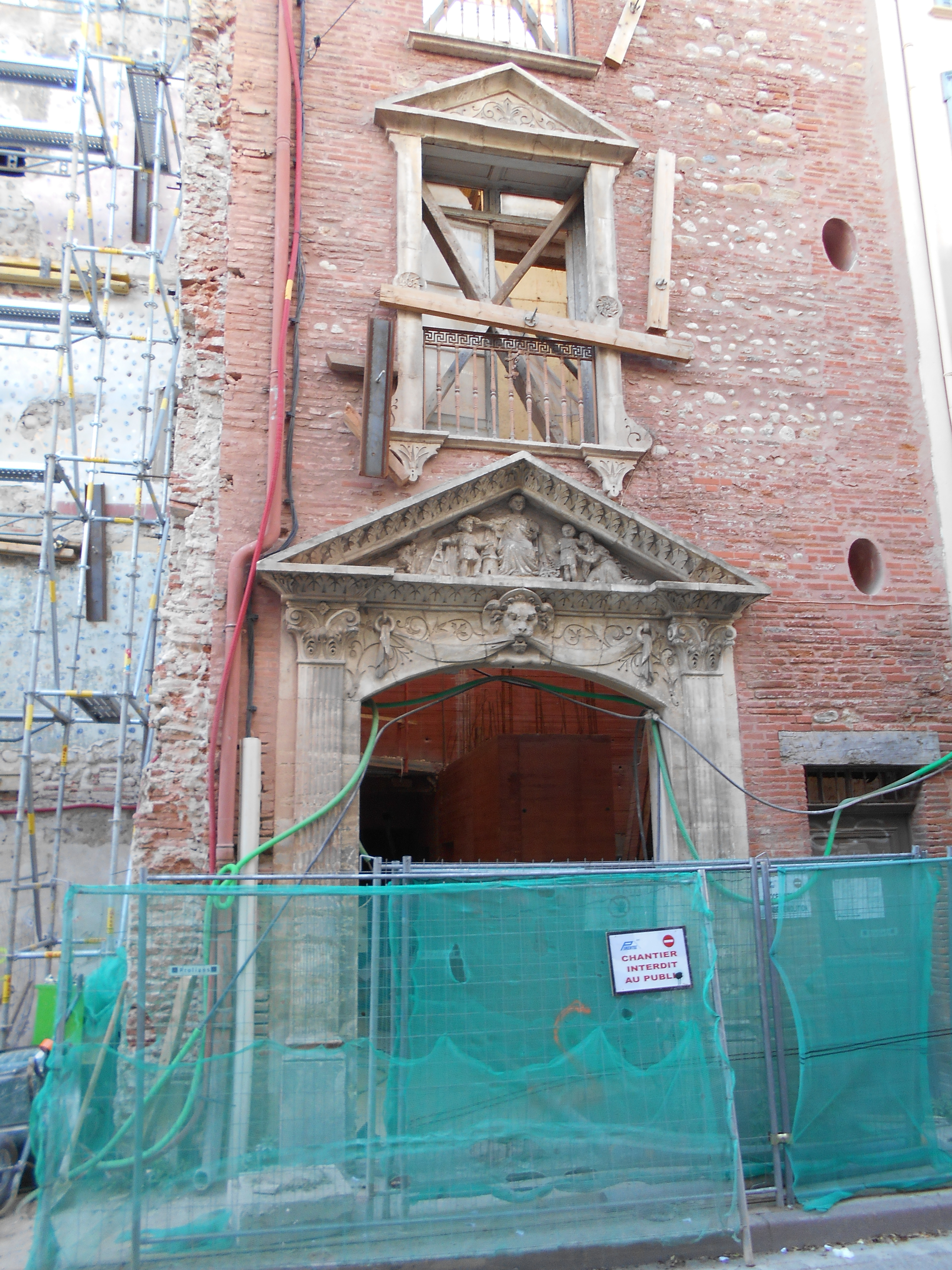
Antiga porta principal del convent, renaixentista

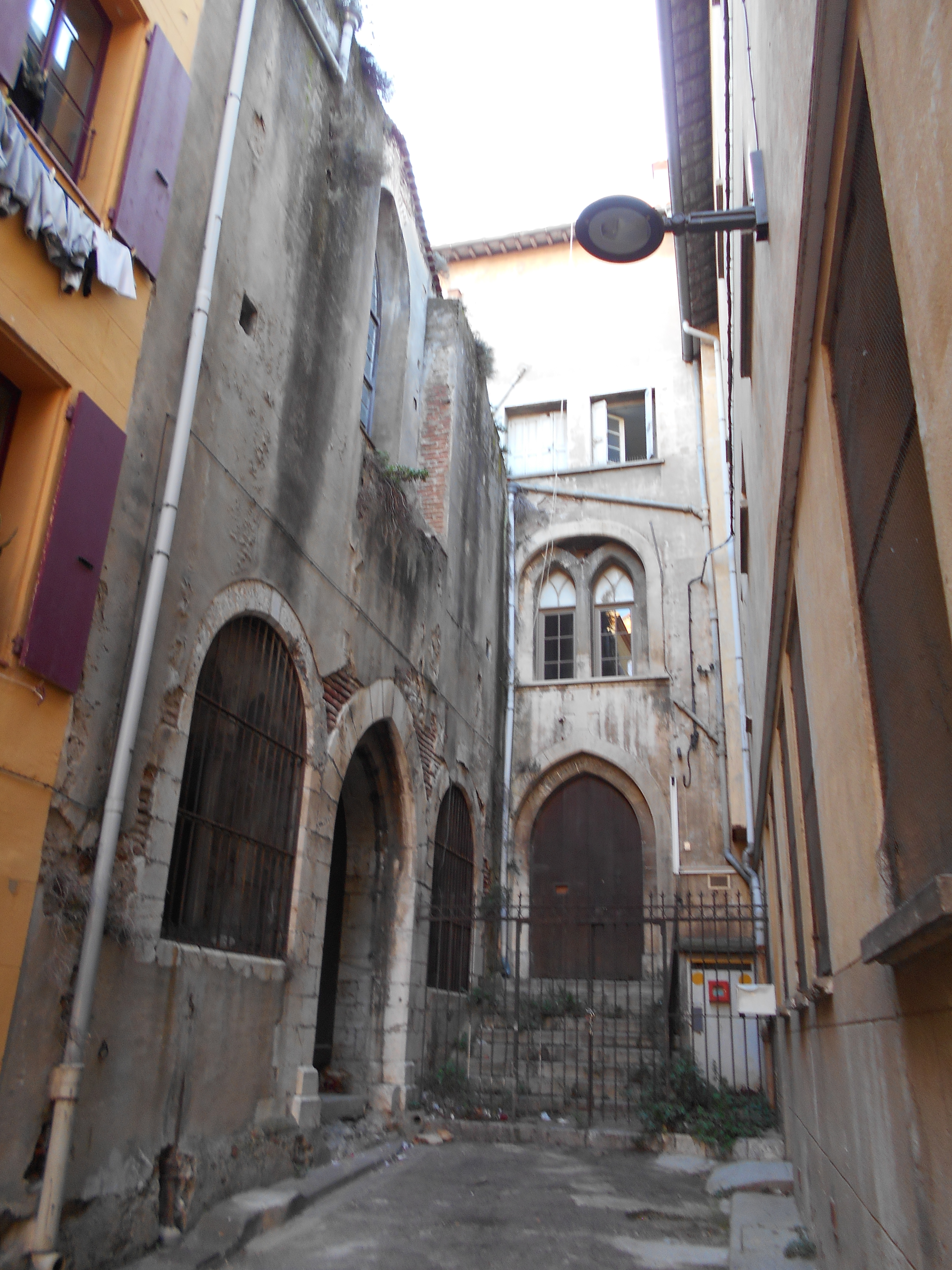
Al fons, antiga sala capitular del convent, i a l'esquerra, la capella

Posseïa claustre, sala capitular i una segona capella conventual, a més d'un extens recinte on les canongesses, en època moderns, vivien en cases particulars, amb servei propi i bon confort. Aquest recinte abraçava l'espai entre els carrers de Sant Salvador, abans dels Fabres (ara, d'Émile Zola), de la Costa de Sant Salvador, dels Ametllers i un espai darrere de les cases de la plaça de Jean Moulin, baixant cap al carrer de Sant Salvador i de la Font Nova. El claustre, pràcticament del tot desaparegut, conserva la seva ala de llevant en forma de carreró sense sortida, en el costat est (el Carreró de Sant Salvador). Just al fons d'aquest carreró hi ha la sapa capitular i la porta de la segona capella.

## Història
Aquest convent de monges agustinianes en va substituir vers 1229 un de més antic, situat al mateix lloc, que dona el nom de Sant Salvador al barri de la Real, que en molts textos és anomenat, en èpoques diverses, de les dues maneres. No es coneix la data exacta de la seva implantació a Perpinyà, però un testament del 1244 llega 3 sous a Sant Salvador i a les seves dames. Es conserva un epitafi del 1245 - 46 de la seva primera prioressa, anomenada Bonasies o Bonasiàs. Era un convent atípic, ja que les seves canongesses pertanyien a les famílies de classe social alta, de famílies influents del Rosselló, com els Vernet, els Mosset, etc.